# Aissata
Aissata (auch Aïssata) ist ein weiblicher Vorname.
Namensträgerinnen sind unter anderem:
- Aissata Amegee (* 1975), togoische Fußballschiedsrichterin
- Aïssata Boudy Lam (* 1980), mauretanische Fußballschiedsrichterin
- Aïssata Moumouni (1939–2021), nigrische Pädagogin und Politikerin
- Aïssata Tall Sall (* 1957), senegalesische Rechtsanwältin und Politikerin
- Aissata Toure (* 1990), guineische Sprinterin